# En’yū
Cesarz En’yū (jap. 円融天皇 En’yū tennō; ur. 959 –  zm. 991) – 64. cesarz Japonii, według tradycyjnego porządku dziedziczenia.
Przed wstąpieniem na tron nosił imię książę Morihira (jap. 守平 親王 Morihira-shinnō). Był piątym synem cesarza Murakami.
Panował w latach 969-984.
Mauzoleum cesarza En’yū znajduje się w Kioto. Nazywa się Nochi-no Murakami no misasagi.